# Joseph Putz
Joseph Putz, né le 24 avril 1895 à Bruxelles et Mort pour la France le 28 janvier 1945 à Grussenheim, est un fonctionnaire, militaire, syndicaliste et résistant français, Compagnon de la Libération.

## Biographie

### Jeunesse et formation
Issue d'une famille d'origine alsacienne, Joseph Putz naît d'un père inconnu le 24 avril 1895 à Bruxelles.

### Première Guerre mondiale
Mobilisé en décembre 1914, il fait ses classes au 89e régiment d'infanterie et est promu caporal en avril 1915 avant d'être muté au 168e régiment d'infanterie (168e RI) en mai suivant. Participant aux combats du Bois-le-Prêtre, il s'y distingue en organisant sa troupe efficacement sa troupe dans une tranchée fraîchement conquise, action qui lui vaut une citation à l'ordre du régiment,. Il suit ensuite le régiment en Argonne et en Champagne,. En février 1916, le 168e RI, positionné sur un secteur compris entre Reillon et Blémerey, subit un important bombardement d'artillerie. Joseph Putz se porte plusieurs fois volontaire pour sortir des abris afin de maintenir la liaison avec le bataillon voisin, remportant ainsi sa seconde citation à l'ordre du régiment,. Il récidive en avril suivant, lors d'un nouveau bombardement sur le même secteur, et obtient une troisième citation à l'ordre du régiment ainsi qu'une promotion au grade de sergent en juin. Engagé dans la bataille de Verdun, il fait encore la preuve de ses qualités en maintenant le moral et de le courage de sa section, prise dans d'intenses barrages d'artillerie dans le secteur de Fleury-devant-Douaumont en juillet 1916,. Pour son attitude lors de ce combat, c'est cette fois à l'ordre de la brigade qu'il est cité.
Après de nouvelles actions en Champagne et dans la région de Verdun au cours de l'année 1917, Joseph Putz est promu sous-lieutenant en octobre de la même année,. En 1918, Putz et son régiment opérent en Lorraine, dans son ancien secteur de Reillon puis plus au sud dans le secteur de Baccarat,. Le 24 mars 1918, à Vacqueville, l'unité subit une attaque au gaz. Gravement intoxiqué, Joseph Putz ne peut participer aux dernières offensives victorieuses. Ne pouvant rester dans l'infanterie du fait de sa blessure, il est muté au 504e régiment de chars en mars 1919. 

### Entre-deux-guerres
Placé en congé illimité en septembre 1919, il est promu lieutenant en octobre mais, ses poumons gravement abîmés par son gazage, il quitte l'armée à la suite de la décision d'une commission de réforme en mars 1920. D'abord retiré en Algérie, il revient en France pour devenir secrétaire de mairie à Stains en étant parallèlement délégué syndical à la CGTU.
En 1936, Joseph Putz décide de s'impliquer dans la guerre d'Espagne en s'engageant dans les Brigades internationales. Commandant le bataillon Henri Barbusse de la XIVe Brigade internationale, il devient le chef de cette dernière de janvier à avril 1937 avant de prendre le commandement de la 1re division qu'il mène lors de la campagne de Biscaye et de la bataille de Bilbao en juin. Son engagement en Espagne lui vaut d'être mis en situation de non disponibilité par mesure de discipline par l'armée française dont il était toujours réserviste, mais il est cependant réintégré en mai 1938. Quelques mois avant la fin de la guerre d'Espagne, face à la défaite prévisible des Républicains, il se retire des combats et, après un passage en France, retourne en Algérie où il exerce comme secrétaire de mairie à Béni Saf.

### Seconde Guerre mondiale
Joseph Putz se trouve toujours en Afrique lorsque débute la Seconde Guerre mondiale. Mobilisé le 2 septembre 1939 au titre du 6e régiment de tirailleurs, il est ensuite muté au 7e régiment de tirailleurs marocains en février 1940 puis au 8e régiment de tirailleurs marocains en juin suivant,. N'étant pas envoyé en métropole pendant la bataille de France, il est démobilisé après l'armistice du 22 juin 1940. Il travaille alors pour la compagnie ferroviaire Méditerranée-Niger pour laquelle il dirige un groupe de travailleurs constitué d'anciens légionnaires et d'émigrés espagnols. Cependant, son passé en Espagne le rattrape et, surveillé par les autorités de Vichy, il démissionne et se réfugie au Maroc,.
Après l'arrivée des alliés en Afrique du Nord lors de l'opération Torch, Joseph Putz reprend du service et rassemble autour de lui d'anciens légionnaires antifascistes, des républicains espagnols et des gaullistes exilés avec lesquels il forme une compagnie pour les Corps francs d'Afrique,. À la tête de son unité, il prend part à la campagne de Tunisie et s'y illustre notamment lors de l'offensive permettant de s'emparer de Bizerte,. Promu chef de bataillon en juin 1943, il décide le mois suivant de rejoindre les forces françaises libres et est affecté au Régiment de marche du Tchad dont il prend le commandement du 3e bataillon,. Débarqué sur Utah Beach en août 1944, il participe à la bataille de Normandie puis à la libération de Paris,. Engagé dans la bataille des Vosges, il s'y distingue particulièrement les 1er et 2 octobre 1944 à Anglemont lorsqu'il mène son bataillon à l'attaque de ce village puis en repoussant victorieusement une contre-attaque allemande,. Son bataillon ayant capturé 400 ennemis et éliminé 200 autres, la qualité de son commandement vaut à Joseph Putz une citation à l'ordre de l'armée. Il participe ensuite à la libération de Strasbourg après avoir été promu lieutenant-colonel, puis s'engage avec son unité dans la bataille d'Alsace,.
Le 28 janvier 1945, alors qu'il prépare l'attaque du village de Grussenheim dans le cadre de la réduction de la poche de Colmar, un obus éclate sur sa position, tuant Joseph Putz ainsi que trois autres officiers dont le lieutenant de la Bourdonnaye,. Il est inhumé dans le carré militaire du cimetière de Grussenheim.

## Décorations
|  |  |  |  |  |  |
|  |  |  |  |  |  |

| Officier de la Légion d'Honneur            | Officier de la Légion d'Honneur            | Officier de la Légion d'Honneur            | Compagnon de la Libération Par décret du 24 mars 1945 | Compagnon de la Libération Par décret du 24 mars 1945 | Compagnon de la Libération Par décret du 24 mars 1945 | Croix de guerre 1914-1918 Avec quatre étoiles de bronze | Croix de guerre 1914-1918 Avec quatre étoiles de bronze | Croix de guerre 1914-1918 Avec quatre étoiles de bronze |                                                  |                                                  |                                                  |
| Croix de guerre 1939-1945 Avec deux palmes | Croix de guerre 1939-1945 Avec deux palmes | Croix de guerre 1939-1945 Avec deux palmes | Croix de guerre 1939-1945 Avec deux palmes            | Croix de guerre 1939-1945 Avec deux palmes            | Croix de guerre 1939-1945 Avec deux palmes            | Médaille de la Résistance française Avec rosette        | Médaille de la Résistance française Avec rosette        | Médaille de la Résistance française Avec rosette        | Médaille de la Résistance française Avec rosette | Médaille de la Résistance française Avec rosette | Médaille de la Résistance française Avec rosette |

## Hommages
- À Grussenheim, son nom est inscrit sur une série de plaques commémorant les victimes civiles et militaires des deux guerres mondiales[7].
- À Paris, son nom figure sur le Monument commémoratif de la 2e DB, Place du 25-Août-1944[8].